# Света Параскева (Катраница)
Вижте пояснителната страница за други значения на Света Параскева.
„Света Параскева“ (на гръцки: Ιερός Ναός Αγίας Παρασκευής) е възрожденска православна църква в кайлярското село Катраница (Пирги), Гърция, част от Леринската, Преспанска и Еордейска епархия на Цариградската патриаршия, под управлението на Църквата на Гърция.
Църквата е построена около 1700 година и има ценни стенописи от същия период, които обаче пострадват в 1900 година от пожар а по-късно от епитропите на църквата, които ги замазват, за да бъде тя изписана наново. В църквата е запазен и ценен резбован иконостас.